# Маццола-Бедоли, Джироламо
Джироламо Маццола-Бедоли (итал. Girolamo Mazzola Bedoli; ок. 1500, Парма, Эмилия-Романья — 1569, Парма) — итальянский рисовальщик и живописец периода позднего маньеризма эмилианской школы.

## Биография
Джироламо Бедоли родился в Парме в семье выходцев из Виаданы в Ломбардии, северная Италия. Он был современником Пармиджанино, после ранней смерти которого выполнил несколько фресок, ранее заказанных Пармиджанино, и продолжал работу в его мастерской. Так, например, он завершил работы в апсиде церкви Санта-Мария-делла-Стекката в Парме. Он женился на дочери Пьера Иларио Маццолы, двоюродного брата Пармиджанино, поэтому добавил к своему имени его фамилию, отсюда двойное именование: Маццола-Бедоли.
Вместе со своим тестем он написал «Непорочное зачатие» для Оратория-делла-Кончеционе (ныне в галерее Пармы). Работы Маццола-Бедоли по стилю близки творениям Пармиджанино, но уступают им в силе чувства. Художник создавал фрески, портреты, проектировал гробницы и алтари — такое разнообразие выдаёт в нём талант художника-декоратора. Его сын, Алессандро Маццола (1533—1608) также стал художником, но ещё менее известным.

## Галерея
- Святое семейство с Иоанном Крестителем. Офорт А. К. Ф. де Келюса по рисунку Дж. Маццола-Бедоли. Метрополитен-музей, Нью-Йорк
- Парма обнимает Алессандро Фарнезе. Ок. 1556. Холст, масло. Национальная галерея, Палаццо Пилотта, Парма
- Страшный суд. Роспись конхи собора в Парме. Между 1538 и 1544
- Святое семейство со святым Франциском. 1530. Дерево, масло. Музей изобразительных искусств, Будапешт
- Mистическое обручение святой Екатерины Александрийской. 1556. Холст, масло. Национальная галерея, Палаццо Пилотта, Парма
- Дева Мария с Младенцем в пейзаже. Ок. 1536. Дерево, масло. Художественный музей Фогга, Кембридж, США
- Младенцы Иисус и Иоанн Креститель. Между 1533 и 1540. Дерево, масло. Королевская коллекция, Великобритания